# Tragopan
I Tragopan o fagiani dai cornetti, per il fatto che i maschi presentano due ciuffetti di piume ai lati della testa; sono un genere di uccelli di corporatura tozza e dal piumaggio variopinto.
Il termine Tragopan deriva dall'unione delle parole greche Tragos, capra e Pan, divinità greca. Questo genere comprende 5 specie, diffuse nell'Asia sudorientale. Tutte le 5 specie hanno chiare differenze tra maschi e femmine soprattutto di piumaggio: il maschio presenta colori più vistosi e forti mentre le femmine colori più eleganti.

## Tassonomia
Comprende le seguenti cinque specie:
- Tragopan blythii Tragopano di Blyth.
- Tragopan caboti Tragopano di Cabot.
- Tragopan melanocephalus Tragopano occidentale.
- Tragopan satyra Tragopano satiro.
- Tragopan temminckii Tragopano di Temminck.